# Чайковці
Чайковці — члени народницьких гуртків, які отримали назву по імені одного з лідерів — М. В. Чайковського.

## Історія
З початку 1870-х років в Петербурзі існувало кілька народницьких гуртків, на чолі яких стояли М. А. Натансон, С. Л. Перовська та М. В. Чайковський.
У 1871 році вони об'єдналися, і членів підпільного товариства стали називати «чайковці». Всього в об'єднанні перебувало близько 100 осіб, відділення таємного товариства виникли в Москві, Казані та інших містах.
У 1872 році до петербурзького гуртка чайковців приєднався князь Кропоткін Петро Олексійович (1842—1921), вчений-географ, згодом — теоретик анархізму.
У роботі гуртка брали активну участь:
- З осені 1872 року — Д. О. Клеменц, С. М. Кравчинський, О. І. Корнілова, А. Д. Кувшинська
- з 1873 року — Л. Е. Шишко, Л. А. Тихомиров, А. О. Франжолі, з 1874 року — Л. А. Діческуло

У гуртках також були Ф. В. Волховський, С. С. Синьогуб , М. А. Чарушин, Л. І. Корнілова та ін.
Головною справою «чайковців» була пропаганда серед робітників. Робилися спроби налагодити роботу і на селі.
На початку 1874 року поліція заарештувала багатьох «чайковців», у тому числі П. О. Кропоткіна, але це не зупинило наміченого «чайковцями» на 1874 рік «ходіння в народ».